# Aconia Fabia Paulina
Aconia Fabia Paulina, född 300-talet, död 384, var en romersk poet, känd för sin hängivenhet inför att hålla liv i den förkristna romerska religionen. Hon var gift med konsuln Fabius Aconius Catullinus Philomathius. 
Paulina var aktiv medlem i flera religiösa icke-kristna kulter. Hennes kärleksdikt till maken blev berömd och bevarad, eftersom den citerades av Hieronymus, som hånade den och framhöll att maken som hedning i själva verket hamnade i helvetet.  